# Fatal Beauty
Fatal Beauty è un film statunitense del 1987 diretto da Tom Holland.

## Trama
Il detective Rita Rizzoli con un passato da tossicodipendente, tiene d'occhio una banda di trafficanti di droga decisa più che mai a sgominarla. Ma, non è ancora riuscita a mettere le mani sul capo dell'organizzazione, nonostante una serie di appostamenti, informatori e omicidi. Però arriva Mike, uno degli uomini del boss, che dà una mano a Rita nelle indagini.